# Sugoroku
Sugoroku (双六) se réfère à deux formes différentes de jeu de société japonais : le ban-sugoroku (盤双六), semblable au backgammon et aujourd'hui disparu, et le e-sugoroku (絵双六) semblable au jeu Serpents et échelles (une sorte de jeu de l'oie).

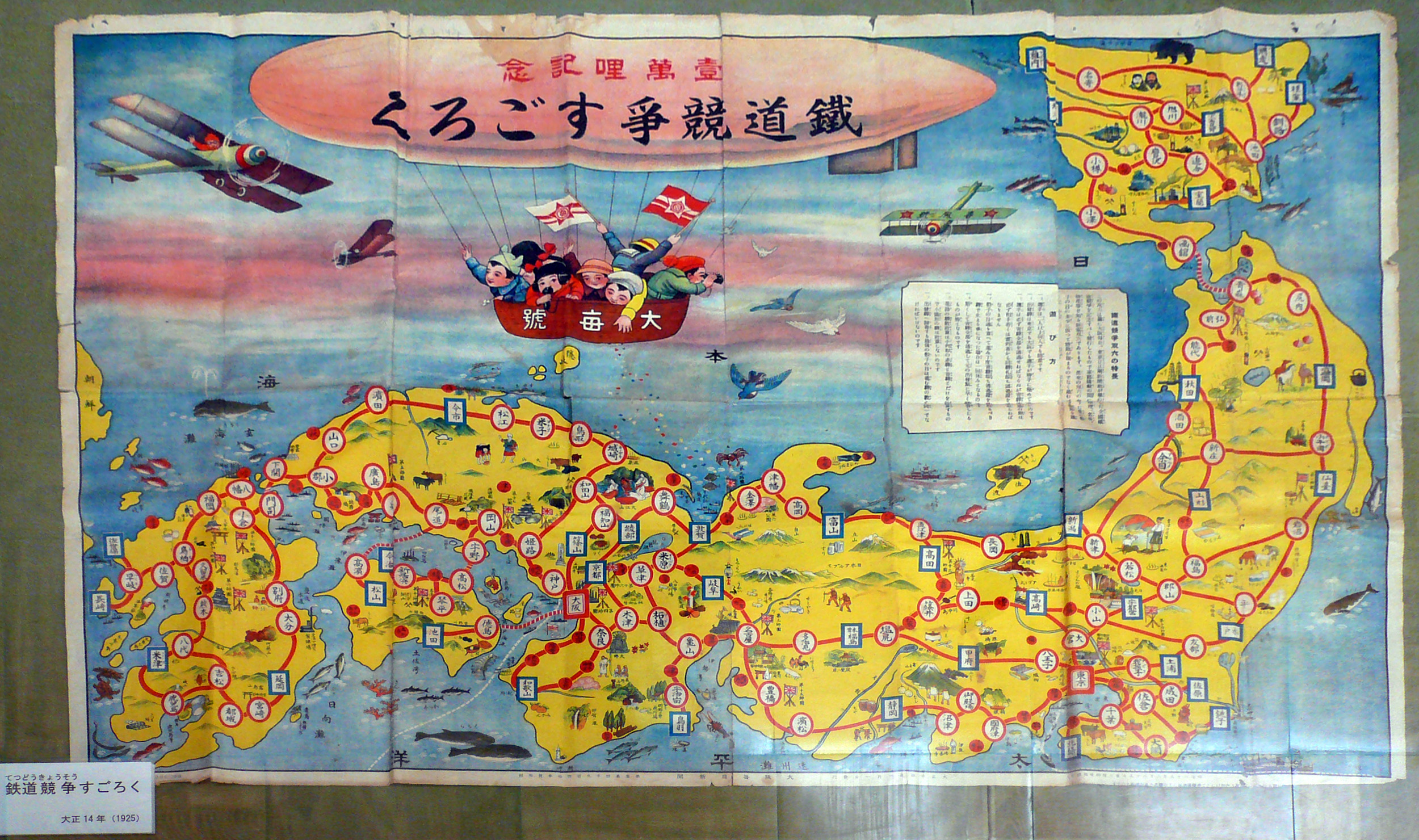
Sugoroku (1925).

On y joue notamment au Nouvel An au Japon.